# Cyprinus barbatus
 Cyprinus barbatus és una espècie de peix cipriniforme de la família dels ciprínids.

## Morfologia
Els mascles poden assolir els 35 cm de longitud total.

## Distribució geogràfica
Es troba al llac Erhai (conca del riu Mekong, Yunnan, Xina).